# Alfred Lotka
Alfred James Lotka (2. března 1880 Lvov, Rakousko-Uhersko – 5. prosince 1949 New Jersey) byl americký chemik, fyzik, matematik, statistik, biolog a demograf původem z východního Rakouska-Uherska. Známý je především pro výpočet tzv. Lotkova-Volterrova modelu a pro formulaci Lotkova zákona.

## Život
Narodil se 2. března 1880 v Lembergu v Rakousku rodičům Jacques Lotkovi a Marii Doebely, kteří byli náboženští misionáři. Dětství strávil ve Francii a později v Anglii, kde studoval na Univerzitě v Birminghamu. Poté krátkou dobu studoval i na univerzitě v Lipsku.
Roku 1902 přijel do Spojených států. Zde působil jako chemik ve společnosti Genereal Chemical Company, ze které odešel v roce 1908. Během tohoto období začal publikovat první dokumenty o matematické teorii evoluce a o obyvatelstvu. V letech 1908–1909 pracoval a studoval na Cornellově univerzitě. V roce 1914 se vrátil do General Chemical Company, kde pracoval do roku 1919. Od roku 1924 až do svého důchodu v roce 1948 pracoval u společnosti Metropolitain Life Insurance Company, kde působil jako inspektor matematického výzkumu ve Statistickém úřadě a později jako statistik. Roku 1935 se oženil s Romolou Beattie. Zemřel 5. prosince 1949 ve svém domě v Red Bank v New Jersey.
Byl aktivní v mnoha profesních organizacích. V letech 1938–1939 byl prezidentem Asociace Populace v Americe, viceprezident (1938–1949) a předseda (1942) Americké Statistické Organizace. V letech 1948–1949 byl viceprezident Mezinárodní Unie pro Vědecké Vyšetřování Populačních Problémů a předseda Unie Národního Výboru Spojených států. Byl také členem Americké Veřejné Zdravotnické Organizace, Americké Statistické Asociace, Americké Asociace pro Pokrok ve Vědě a členem Ústavu Matematické Statistiky.

## Dílo
Ve svých dílech se zabýval rozložením populace z hlediska věku, porodnosti a úmrtnosti. Je autorem čtyř knih a mnoha vědeckých článků. V případě knih se jedná o díla z oblasti pojišťovnictví a matematiky: The Money Value of a Man (1930), Length of Life (1936) a Twenty-five Years of Health Progress (1937). Tato tři díla napsat spolu s Louisem I. Dublinem. Jeho další knihou je Analyse Démographique avec Application Particulière à L’Espèce Humaine. Toto dílo bylo publikováno ve Francii v roce 1939.
Roku 1925 vyvolal prudkou politickou debatu publikováním článku On the True Rate of Natural Increase, který se zaměřoval na přírůstek a úbytek populace ve Spojených státech. V tomto článku Lotka varuje před klesající populací ve Spojených státech.
V roce 1926 Lotka publikoval článek The Frequency Distribution of Scientific Productivity, zabývající se rozložením četností vědecké produktivity chemiků a fyziků. Popisuje zde Lotkův zákon, což je „zákon vyjadřující vztah mezi počtem autorů a jimi publikovaných článků. Zjišťuje, že na každých 100 autorů publikujících jeden článek připadá 25 autorů, kteří publikují dva články, 11 autorů, publikujících 3 články a 6 autorů, kteří publikují 4 články. Na základě Lotkova zákona lze předem určit, kolik autorů publikuje více článků, pokud známe počet autorů, kteří publikovali jeden článek. Uplatňování tohoto zákona je významným prostředkem k měření produktivity vědecké práce.“
Je také znám v oblasti biologie, neboť vynalezl jeden tzv. Lotkův-Volterův model, známý také jako model dravec-kořist, který popisuje vzájemnou interakci a závislost mezi kořistí a dravci z hlediska rovnováhy v přírodě.

### Knihy
- The Money Value of a Man (1930)
- Length of Life (1936)
- Twenty-five Years of Health Progress (1937)
- Analyse Démographique avec Application Particulière à L’Espèce Humaine (1939)

### Články
- LOTKA, Alfred J. Relation between birth rates and death rates. Science. 1907, 26(653).
- LOTKA, Alfred J. Contribution to the theory of periodic reactions. Journal of Physical Chemistry. 1910, 14(3).
- LOTKA, Alfred J. Quantitative studies in epidemiology. Nature. 1912, 88(2206).
- LOTKA, Alfred J. Gain of definition obtained by moving a telescope. Nature. 1913, 91(2269).
- LOTKA, Alfred J. A new method for enlarging photographs without the use of a lens. Physical Review. 1916, 7(6).
- LOTKA, Alfred J. Undamped oscillations derived from the law of mass action. Journal of the American Chemical Society. 1920, 42(8).
- LOTKA, Alfred J. Martini's equations for the epidemiology of immunising diseases. Nature. 1923, 111(2793).
- LOTKA, Alfred J. Probability-increase in shuffling, and the asymmetry of time. Science. 1924, 59(1537).
- LOTKA, A.J. The Frequency Distribution of Scientific Productivity. Journal of the Washington Academy of Science. 1926, 16(1926)
- DUBLIN, L.I., E.W. KOPF a A.J. LOTKA. The components of death curves: An analysis of life table deaths by causes. American Journal of Epidemiology. 1927, 7(3).
- LOTKA, Alfred J. Fluctuations in the abundance of a species considered mathematically [6]. Nature. 1927, 119(2983).
- LOTKA, Alfred J. The progeny of a population element. American Journal of Epidemiology. 1928, 8(6).
- LOTKA, Alfred J. Science and the unobservable. Nature. 1941, 147(3718).
- LOTKA, Alfred J. The law of urban concentration. Science. 1941, 94(2433).